# 奇萨戈城 (明尼苏达州)
奇萨戈城（Chisago City）是美国明尼苏达州奇萨戈县的一座城市。這城市的居民大多數是瑞典移民的後裔。